# Obamadon
Obamadon („Obamův zub“, údajně podle úsměvu amerického prezidenta) je rod pravěkého ještěra, žijícího na úplném konci křídové periody (před 66 miliony let) na území západu Severní Ameriky (souvrství Hell Creek v Montaně a Lance ve Wyomingu). Fosilie tohoto pravěkého plaza byla objevena v depozitáři muzea a formálně popsána roku 2013 paleontologem Nicholasem Longrichem a jeho kolegy. Tento ještěr byl asi 30 cm dlouhý a živil se nejspíš hmyzem, možná byl i všežravcem. Spolu s dalšími 83% ještěrů a neptačími dinosaury vyhynul na konci křídy před 66,0 miliony let v průběhu velkého vymírání K-T.

## V populární kultuře
Obamadon je zmíněn například v knize Poslední dny dinosaurů, kde fiktivní postava paleontoložky Mary Torrensové vysloví přání, že "...by chtěla (v křídovém světě) potkat Obamovu ještěrku."